# Entel (Chile)
Entel S.A. (acrónimo de Empresa Nacional de Telecomunicaciones S.A.), es una empresa de telecomunicaciones fundada en Chile, con presencia en Perú, creada el 31 de agosto de 1964 inicialmente como empresa estatal hasta su completa privatización en 1992.
Es hoy en día una de las empresas de telecomunicaciones más grandes de Chile, con presencia en servicios de tecnologías de la información, telefonía celular y fija, carrier de larga distancia (123), entre otros servicios. La operación es controlada por Inversiones Altel Limitada filial del conglomerado Inversiones Almendral S.A., la cual es controlada a su vez por el Grupo Matte.

## Historia
Entel nace en 1964 ante la necesidad que vio el gobierno chileno de la época de tener una compañía de larga distancia, que mejorara la calidad de las telecomunicaciones en el país y construyera una red interurbana que reemplazara a la anterior, dañada gravemente por el terremoto de Valdivia de 1960. Coincidente con esta misión, Entel instaló redes de microondas en casi todo el territorio nacional y construyó en 1968 un Telepuerto en Longovilo a 100 kilómetros al sur poniente de Santiago, el primero en América Latina.

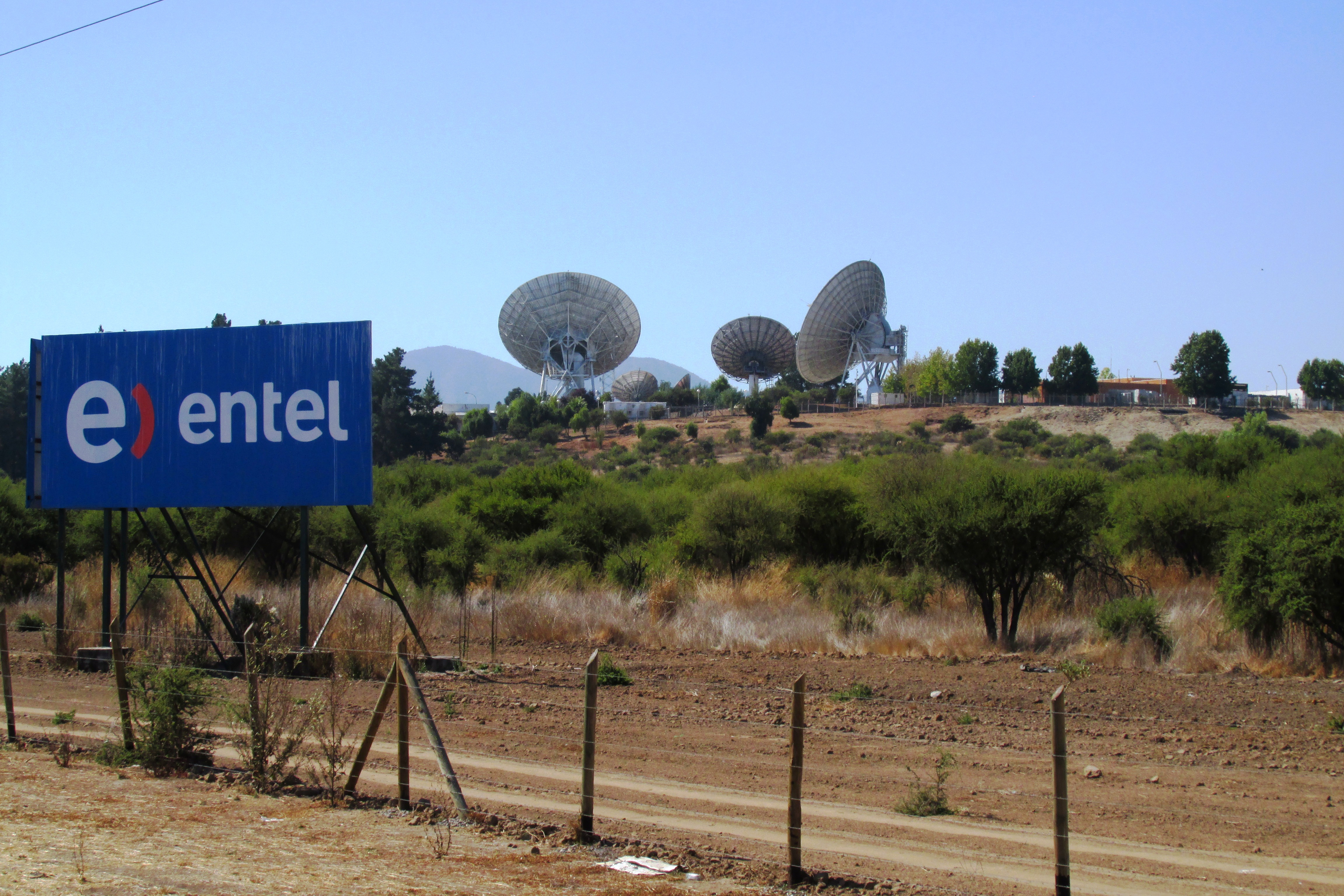
Estación Terrena Longovilo.

Las actividades iniciales de Entel eran la transmisión de datos y servicio de comunicaciones de larga distancia dentro del plan de telecomunicaciones de la CORFO. Para ello construyó la estación satelital de Longovilo y el Centro Nacional de Telecomunicaciones conocida como Torre Entel en Santiago, que funciona como nodo central. Después de su privatización obtiene una licencia para operar servicios nacionales de telefonía celular denominada Entel PCS (Entel Personal Communication Service) y de línea fija denominada Entel Phone. Además de contar con un servicio de Internet.
La privatización de Entel se inició en 1986 y se dio por terminada en 1992. Al año siguiente, a través de una serie de transacciones, el Grupo Chilquinta adquirió el 19,99% de la propiedad de la empresa. En junio de 1996, la Junta de accionistas de Entel autorizó un aumento de capital que permitió el ingreso de Telecom Italia, quien adquirió otro 19,99%, compartiendo el control con el Grupo Chilquinta, a través de un pacto de accionistas.[cita requerida]
Durante el primer semestre de 1999, se realizó un nuevo aumento de capital, por US$215 millones. Cabe destacar que en este aporte de capital se incorporó el Grupo Quiñenco a la propiedad de Entel. En marzo de 2001, Telecom Italia compró sus acciones a Chilquinta y al Grupo Matte, alcanzando un 54,76% de la propiedad.

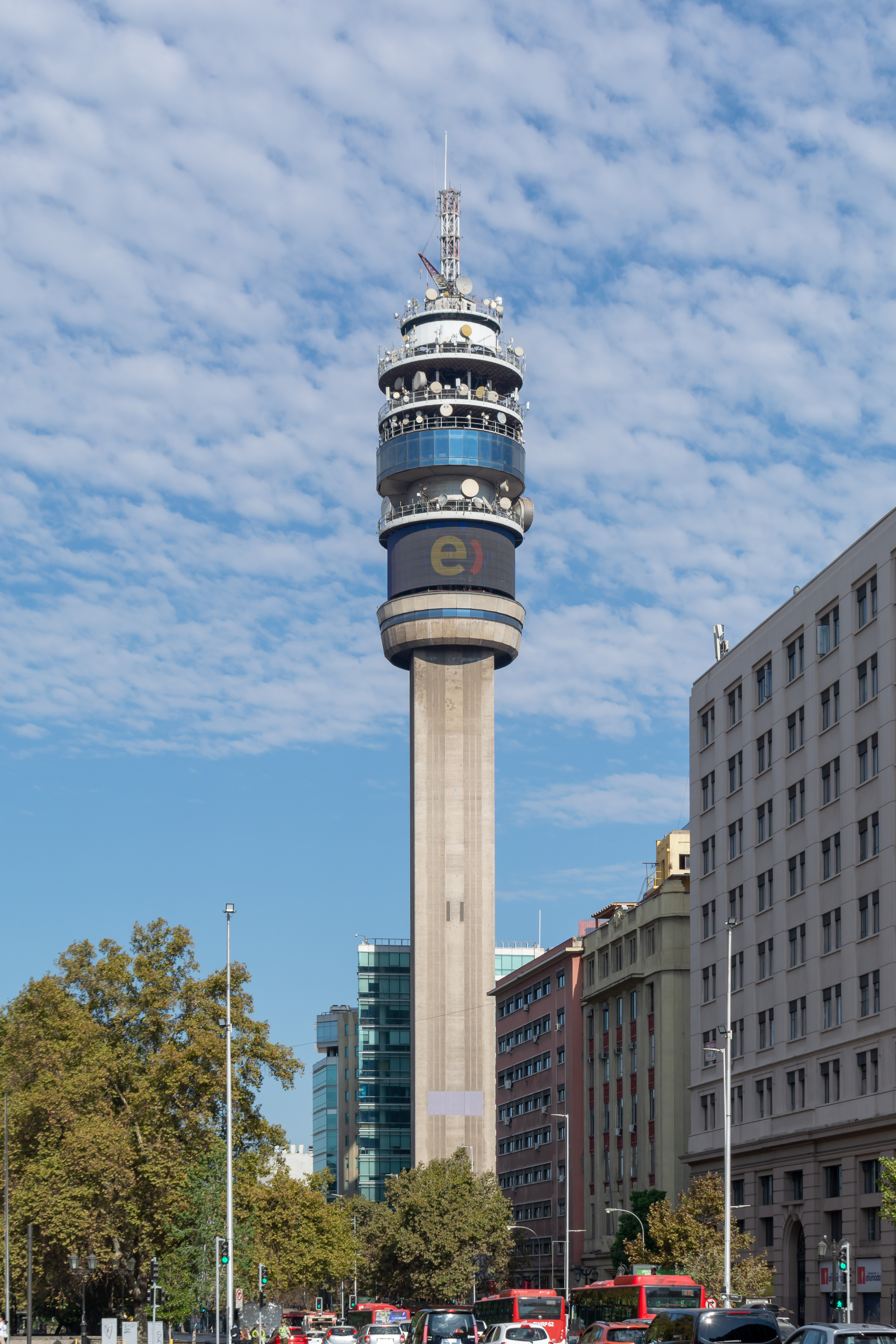
Torre Entel.

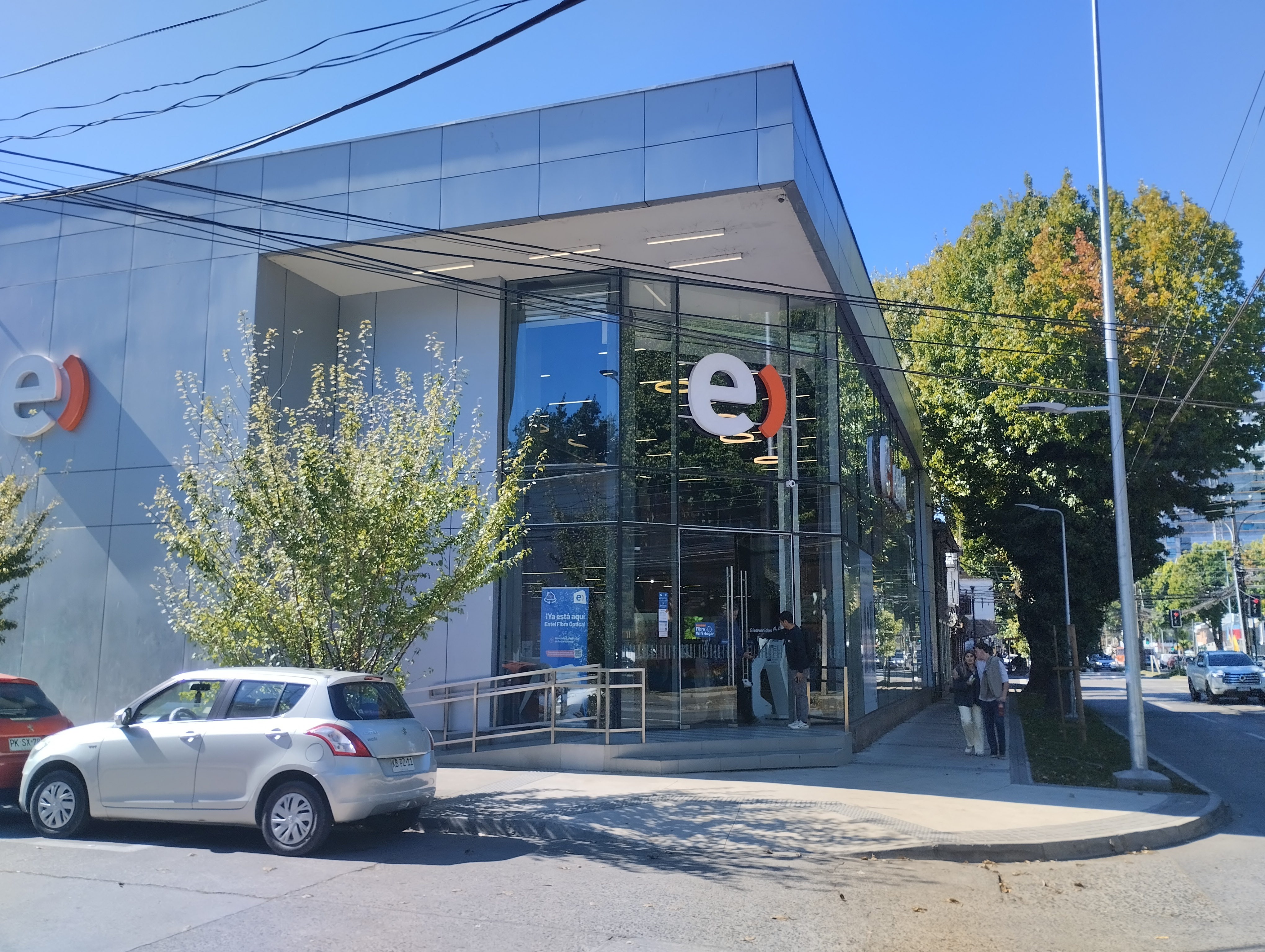
Tienda y Servicio al Cliente Entel, en Av. Chacabuco, esquina Trinitarias, Concepción.

Desde su privatización, la acción de Entel ha sido siempre una de las acciones de mayor presencia en el mercado bursátil chileno. En este período han entrado en su propiedad los fondos de pensiones, que al cierre de 2004, concentraban un 25,6% de las acciones de la Sociedad. Adicionalmente, algunos fondos internacionales y una gran cantidad de accionistas también han adquirido participaciones en la propiedad de la Compañía.
En el año 2005 Grupo Entel queda en manos del grupo chileno Almendral a través de Inversiones Altel quedando con 54,76% de la propiedad.
En 2006, Entel transfirió la totalidad de sus acciones en Americatel Centroamérica S.A. y su participación directa e indirecta en sus subsidiarias, a Iselo Holding B.V.I. Inc. conforme a contrato de Stock Purchase Agreement (SPA). La venta se realizó sobre la base de una valoración de la totalidad de las acciones de Americatel Centroamérica S.A.
El 22 de febrero de 2010, Entel lanzó una campaña con un nuevo logotipo en el que aparece una letra «e» blanca y al lado un cierre paréntesis naranja. El tagline presentado junto a este cambio de imagen fue Comunicarte es fácil. Ese mismo año, Entel adquiere por un valor estimado de US$27 millones a Transam Comunicaciones S.A., dueña de Will Telefonía S.A., adquiriendo también esta. Con ello, Entel tiene el espectro de banda de 900 MHz, permitiendo ofrecer servicios de telefonía inalámbrica residencial, servicios complementarios de transmisión de datos, y servicios de larga distancia (Transam Comunicaciones Carrier 113).
Durante 2011, Entel inició un proceso de unificación entre sus divisiones móvil y fija, además en 2011, Entel presentó su nuevo tagline de marca Vivir mejor conectado acompañado de una fuerte campaña de publicidad.
El año 2013, la empresa entra al mercado peruano de telefonía, comprando los activos de Nextel Communications en ese país, renombrándolos con su propia marca al año siguiente. También desde 2013, Entel ofrece televisión por satélite en Chile.
En 2016, Entel sobrepasa a Movistar Chile como el mayor operador de telefonía móvil del país. Actualmente, es la primera operadora de telefonía móvil en número de clientes con más de 7,8 millones de abonados (34,5%), por delante de Movistar. 
En septiembre de 2017, Entel presenta un sutil cambio en su logo, cambiando la forma en que el fondo rodea su ya tradicional "e" y además implementan el nuevo tagline "Tus posibilidades son infinitas". 
En Chile la telefonía móvil cuenta con una penetración cercana al 125%, totalizando en septiembre de 2016 más de 22,8 millones de abonados (Subtel, septiembre de 2016), superando al número de la población total.

### Telefonía móvil
Inició su operación a comienzos de los 90s bajo el nombre de Entel Telefonía Personal siendo el primer operador en 1996 en no cobrar las llamadas recibidas hasta los 15 segundos.
Luego de la licitación de la banda de 1900 MHz en noviembre de 1997, Entel se convierte en el primer operador en utilizar la tecnología GSM en Chile, y el primero en utilizarla en esa banda en toda América, lo que lo transforma en la única compañía de Telefonía móvil del país en experiencia usando tecnología GSM. Esta tecnología fue adoptada finalmente por todos sus competidores en Chile, Movistar (ex Telefónica Móvil y ex Bellsouth Chile) y Claro (ex Smartcom PCS y ex Chilesat PCS).
Posteriormente en 2002, incorporó la tecnología GPRS a su red y en 2004 la tecnología EDGE. En 2006, lanzó la red 3G UMTS y en 2008 su red HSDPA para ofrecer servicios 3.5G y así aumentar la velocidad de sus servicios de internet móvil y competir a la par con las demás operadoras como Movistar que ya contaba con esta tecnología desde 2007.[cita requerida]
La red GSM de Entel llega a la totalidad de las áreas urbanas y periurbanas del país así como también a las principales carreteras y a diversas zonas rurales; siendo la única operadora que presta servicios en aisladas localidades como Puerto Eden, Puerto Williams, Isla de Pascua y las bases en la Antártica Chilena.
Entel ha sido reconocida internacionalmente por prestar "el mejor servicio de telefonía móvil de América".[cita requerida] Entel ha sido galardonada por 11 años consecutivos como la operadora de telefonía móvil con el mejor servicio en los premios ProCalidad.
Dispone de servicio en dos modalidades: Suscripción (con equipos en arriendo y boleta/factura mensual por el consumo del mes; también denominado Contrato o Postpago), y Prepago.
El 11 de mayo de 2008, el servicio móvil de Entel Chile selló un acuerdo estratégico con la empresa británica Vodafone, en el cual Entel entra al mundo de equipos y servicios internacionales de Vodafone. Esta alianza permite a los usuarios de Entel ser parte de la red de Roaming más grande e importante del mundo, con más de 770 millones de abonados directos e indirectos, en importantes compañías tales como: Vodafone, China Mobile y diversos operadores nacionales de gran importancia en sus países.
En 2010, Entel lanzó la primera red de banda ancha HSPA+, la más veloz en Latinoamérica y única en Chile, con velocidades de hasta 8Mbps. En diciembre de 2009, Entel realizaba pruebas de banda ancha móvil de 4G LTE, gracias a un acuerdo con la empresa sueca Ericsson.
A finales de 2012, Entel gana una de las tres licencias para la operación de 4G LTE junto a Claro y Movistar, las que tienen 12 meses para materializar su proyecto de 4G en Chile.
Durante 2014 Entel Chile lanza su plan comercial de servicios móviles LTE, un poco más de 1 año después que sus principales competidores (Movistar Chile y Claro Chile). Entel ha insistido con que la banda utilizada en Chile (2600 MHz) no es una banda adecuada para ofrecer un buen servicio In-Door, y esa ha sido la principal razón para retrasar el lanzamiento comercial de su red LTE. Ante esto el Gobierno de Chile ofreció un nuevo concurso de redes LTE bajo la banda 700 MHz Asia-Pacífico. Con esta banda se puede lograr mejores alcances de señal en espacios cerrados como interiores de edificios, malls, subterráneos, etc. Este concurso lo ganaron Entel, Movistar Chile y Claro Chile, estando los operadores en condiciones de implementar la red LTE bajo la banda 700MHz durante 2015-2016.
Durante 2024 Entel dio inicio al apagado de su red 2G, señalando que mediante esta tecnología se realizan menos del 1% de las conexiones a la red de Entel, y por ello no afectará a la mayoría de los clientes y permitirá un uso más eficiente de las infraestructuras, especialmente de las tecnologías 4G y 5G.
En 2024 Entel y Starlink firmaron un acuerdo para iniciar el servicio Direct To Cell en Chile, y en febrero de 2025 iniciaron las pruebas, que permitirán conectar a zonas remotas que no cuenten con cobertura y en casos de emergencia cuando la red móvil terrestre no se encuentre operativa.

## Infraestructura para Internet
Fue una de las primeros operadores de acceso a Internet del país que instaló un punto de intercambio de tráfico de Internet para conectar el tráfico de sus usuarios a otros operadores y puntos neutros.

## Propiedad y negocios
Entel está organizada en entidades legales separadas por líneas de negocios. El siguiente esquema muestra un resumen de ella:

### Empresas de propiedad de Entel
- Entel S.A. Larga Distancia y Servicios Corporativos
- Entel Phone. Telefonía Local (100%)
- Entel Telefonía Personal (100%)

- Entel Phone
- Entel TV
- Entel Call Center
- Entel Datacenter
- Entel Servicios Empresariales S.A.
- Entel Internet
- Transam Comunicaciones S.A.
- Will Telefonía S.A.
- Entel Perú

### Entel Phone
Entel Servicios Telefónicos S.A., o simplemente Entel Phone, es una operadora chilena de Telefonía fija, basada en la red móvil, SDMA Y GSM. Actualmente, es la cuarta operadora de telefonía residencial en Chile con 350.000 clientes.[cita requerida]

### Entel TV HD
Entel TV HD es la filial de Entel Chile encargada de proporcionar el servicio de televisión satelital en alta definición en gran parte de Chile, hasta Puerto Montt, excluyendo Isla de Pascua.[cita requerida]

## Participación en Perú
Entel adquirió los activos de Nextel en Perú en abril de 2013. Desde el 12 de octubre de 2014, la marca Entel comienza a operar en Perú.

## Gerentes generales
La dirección de la compañía estuvo a cargo de las siguientes personas:[cita requerida]
- Santiago Astrain (1965-1970)
- Salomón Suwalsky (1970-1973)
- Rodrigo José Alonso (1973-1977)
- Jaime Machuca (1977-1982)
- Gerson Echavarría (1982-1986)
- Iván van de Wyngard (1986-1994)
- Richard Büchi Buc (1994-2011)
- Antonio Büchi Buc (2011-actualidad)